# Peter Van Miltenburg
Peter Van Miltenburg, född 16 augusti 1957, är en friidrottare från Australien. Han deltog vid olympiska sommarspelen 1984.